# Щурко Уляна Василівна
Уляна Василівна Щурко (нар. 24 лютого 1977, Львів) — українська науковиця у галузі економічної безпеки, управління національним господарством та креативними індустріями, громадська діячка, докторка економічних наук.

## Біографія
Закінчила Педагогічний коледж Львівського національного університету імені Івана Франка у 1997 році (відділення англійської мови). Вищу освіту здобула на факультеті міжнародних економічних відносин Львівської комерційної академії в 2002 році. В 2003 році також закінчила магістратуру Львівської комерційної академії. Навчалася в Українському Католицькому Університеті (Інститут менеджменту неприбуткових організацій). В 2008 році закінчила аспірантуру Національного інституту стратегічних досліджень.
Працювала у Львівському філіалі Національного інституту стратегічних досліджень, Львівській міській раді, інших інституціях, зокрема перекладачем англійської мови. В 2009 року почала працювати у Львівському інституті менеджменту, з 2010 року — у Львівській комерційній академії, з 2013 року працює на кафедрі менеджменту мистецтва Львівської національної академії мистецтв. Також викладає на кафедрі управління та організаційного розвитку Українського Католицького Університету.

## Наукова діяльність
У 2009 році у Національному інституті проблем міжнародної безпеки при Раді національної безпеки та оборони України захистила дисертацію на здобуття наукового ступеня кандидата економічних наук на тему «Релігійні чинники в системі забезпечення економічної безпеки держави».
У 2021 році у Національному інституті стратегічних досліджень при Президентові України під науковим керівництвом д.е.н., професора Марії Флейчук захистила дисертацію на здобуття наукового ступеня доктора економічних наук за спеціальністю «Економічна безпека держави» на тему «Конкурентні стратегії безпеки розвитку реального сектору економіки». 29 червня 2021 року Міністерство освіти і науки України наказом № 735 затвердило рішення спеціалізованої вченої ради про присудження Уляні Щурко наукового ступеня доктора економічних наук.
Є автором більше 70 наукових і науково-методичних публікацій, статей та монографій, лауреатом міжнародних конкурсів для науковців від Інституту відкритого суспільства (США-Угорщина), учасником багатьох наукових проектів, програм та стажувань.

## Громадська діяльність
Є засновником та керівником громадської організації «Центр суспільних інновацій». Колишня членкиня Асоціації українських студентів-католиків «Обнова» (1997—2004). Очолювала там тренінгову комісію, комісію з підготовки нових членів руху, організовувала навчальні курси, табори та лекції. Брала участь у програмах Ради Європи, Європейського парламенту, Міжнародного молодіжного католицького руху JE-MIEC, Міжнародного комітету мирян, EKV, Pax Romana, Deutscher Kirchentag та ін. Брала участь у програмі HESP Open Society Institute з передового викладання «Багатство, бідність та задоволеність життям у перехідних суспільствах» (2011—2013). З 2018 року є координаторкою міжнародного проекту «Creative Spark: програма підтримки підприємництва у системі освіти» від Британської Ради.